# Brignolizomus
Genre
Brignolizomus est un genre de schizomides de la famille des Hubbardiidae.

## Distribution
Les espèces de ce genre sont endémiques du Queensland en Australie,.

## Liste des espèces
Selon Schizomids of the World (version 1.0) :
- Brignolizomus nob  (Harvey, 1992)
- Brignolizomus walteri  Harvey, 2000
- Brignolizomus woodwardi  (Harvey, 1992)

## Étymologie
Ce genre est nommé en l'honneur de Paolo Marcello Brignoli.

## Publication originale
- Harvey, 2000 : Brignolizomus and Attenuizomus, new schizomid genera from Australia (Schizomida Hubbardiidae). Memorie della Societa Entomologica Italiana, vol. 78, no 2, p. 329-338.